# Diodoro di Sinope
Diodoro di Sinope, del demo di Semachide (in greco antico: Διόδωρος?, Diódōros; fl. prima metà del III secolo a.C.), è stato un commediografo ateniese della Commedia nuova.

## Biografia
Fratello di Difilo, anch'egli poeta comico, vinse alcuni premi alle Lenee del 288 a.C.: il secondo premio con l'opera Νεκρός ("Nekròs", Il morto) e il terzo con Μαινόμενος ("Mainòmenos", L'impazzito). Tra le sue opere la Suda menziona l'Αὐλητρίς ("Auletrìs", La flautista), l'Ἐπίκληρος ("Epìkleros", L'ereditiera) e il Πανηγυρισταί ("Panegyristaì", I partecipanti alla festa).